# Frisco (Texas)
Frisco és una ciutat a l'estat de Texas. Segons el cens 2020 tenia 200.509 habitants.
Frisco va ser la ciutat que va créixer més ràpidament als Estats Units el 2017, i també del 2000 al 2009. A finals de la dècada de 1990, la marea de desenvolupament suburbà del nord de Dallas va colpejar la frontera nord de Plano i es va vessar a Frisco, provocant un ràpid creixement a els anys 2000. Com moltes de les ciutats dels exurbs nord de Dallas, Frisco serveix com a ciutat dormitori per als professionals que treballen al metroplex Dallas-Fort Worth.

## Història
Quan l'àrea de Dallas estava sent poblada pels pioners estatunidencs, molts dels colons van viatjar en caravana de carros pel Shawnee Trail. Aquest sender es va convertir en Preston Trail, i més tard en Preston Road. Amb tota aquesta activitat, la comunitat de Lebanon es va fundar al llarg d'aquest camí, i se li va concedir una oficina de correus dels Estats Units el 1860.
L'any 1902 s'estava construint una línia del ferrocarril St. Louis-San Francisco per la zona, i es necessitaven parades periòdiques de reg al llarg del recorregut per a les locomotores de vapor. L'actual assentament del Lebanon es trobava a Preston Ridge i tenia una elevació massa alta, de manera que la parada de reg es va situar a uns 6 km a l'oest en un terreny més baix. Al voltant d'aquesta parada de tren va créixer una comunitat. Alguns residents de Lebanon van traslladar les seves cases a la nova comunitat sobre troncs. La nova ciutat originalment es va anomenar Emerson, però el servei postal dels Estats Units va rebutjar el nom perquè era massa semblant a una altra comunitat, Emberson, al comtat de Lamar.
El 1904, els residents de la ciutat van escollir "Frisco City" en honor al ferrocarril St. Louis–San Francisco. Aquest nom es va escurçar més tard a Frisco.

## Demografia
Segons el cens del 2000, Frisco tenia 33.714 habitants, 12.065 habitatges, i 9.652 famílies. La densitat de població era de 186,3 habitants per km².
Dels 12.065 habitatges en un 46,7% hi vivien nens de menys de 18 anys, en un 71,3% hi vivien parelles casades, en un 6,3% dones solteres, i en un 20% no eren unitats familiars. En el 15,6% dels habitatges hi vivien persones soles l'1,7% de les quals corresponia a persones de 65 anys o més que vivien soles. El nombre mitjà de persones vivint en cada habitatge era de 2,78 i el nombre mitjà de persones que vivien en cada família era de 3,13.
Per edats la població es repartia de la següent manera: un 30,7% tenia menys de 18 anys, un 5,3% entre 18 i 24, un 45,9% entre 25 i 44, un 14,5% de 45 a 60 i un 3,6% 65 anys o més.
L'edat mediana era de 31 anys. Per cada 100 dones de 18 o més anys hi havia 96,2 homes.
La renda mediana per habitatge era de 79.149$ i la renda mediana per família de 84.150$. Els homes tenien una renda mediana de 58.620$ mentre que les dones 37.440$. La renda per capita de la població era de 34.089$. Aproximadament el 2,2% de les famílies i el 3,4% de la població estaven per davall del llindar de pobresa.

## Poblacions properes
El següent diagrama mostra les poblacions més properes.